# Pluralis modestiae
Pluralis modestiae (ook bescheidenheidsmeervoud) is het gebruik van het woord wij of ons uit bescheidenheid of beleefdheid, terwijl men ik of mij bedoelt. De spreker wil niet de aandacht op zichzelf richten of egocentrisch overkomen.
- Volgens ons moet dat anders worden gedaan.

Een valkuil hier is echter wel dat, wanneer deze meervoudsvorm verkeerd gebruikt wordt, het bij de lezer of toehoorder kan overkomen alsof men zich achter een massa verschuilt die de geuite mening misschien niet deelt.
De pluralis modestiae wordt soms door de toehoorder verward met de pluralis majestatis, die echter een bijna tegenovergestelde connotatie (gevoelswaarde) heeft.
Merkwaardig is het verpleegsterspluralis, waarbij een patiënt niet in de tweede persoon maar in de eerste persoon meervoud wordt aangesproken: “Hebben wij goed geslapen?” Ook van de politie is dit bekend: “Reden wij door rood?”

## Pluralis auctoris
In boeken wordt de pluralis modestiae (dan weleens pluralis auctoris genaamd) vaak gebruikt om niet te veel aandacht op de persoon van de schrijver te vestigen. Zo schrijft Loe de Jong in zijn levenswerk vaak “Wij veronderstellen dat dit wel vaker gebeurde” of “Wat wij in dit hoofdstuk hebben uiteengezet” en soortgelijke zinsneden. Immers, een andere schrijver zou ongeveer hetzelfde hebben geschreven. Schrijft hij over zijn persoonlijke belevenissen, zijn vlucht naar Engeland, dan schrijft hij "ik".